# Aridarum incavatum
Aridarum incavatum är en kallaväxtart som beskrevs av Hiroshi Okada och Y.Mori. Aridarum incavatum ingår i släktet Aridarum och familjen kallaväxter. Inga underarter finns listade.